# Церковь Александра Невского (По)
Церковь святого благоверного князя Александра Невского (фр. Eglise Saint Alexandre Nevsky) — храм Западноевропейской епархии Русской Православной Церкви Заграницей, расположенная в городе По, Франция.

## История
Мода на пиренейские климатические курорты, возникшая в 1860-е годы, понудила больных чахоткой ехать туда на зиму и весну, тратя на дорогу целую неделю. Самым популярным курортом стал живописный, старинный и небольшой (25 тыс. жителей) город По — центр департамента в восточных Пиренеях. Какое-то время русские, наряду с англичанами, составляли большую часть зарубежных гостей курорта.
Русская колония хотела поначалу «устроить храм в каком-либо доме», но затем, благодаря усердию генерал-адъютанта К. В. Чевкина, приближенного Александра II, купила участок на восточной окраине города, где уже стояла скромная церковь местной англиканской общины, выстроенная в «готическом» стиле, и дом для священника. Данный приход стал третьим по счёту русским православным приходом во Франции. Освящение «временного», как тогда думали, храма состоялось 16 декабря 1866 года назначенным в неё иеромонахом Нестором (Зассом). Храм приписали к посольской церкви в Париже. В храме был поставлен двухъярусный иконостас, имеющий всего шесть икон.
В первые двадцать лет после освящения прихожан в церкви было относительно много, но затем мода прошла, и русские стали бывать в По лишь случайно и проездом. Отпугивала также дороговизна жизни на этом курорте. Поэтому уже с 1869 на содержание церкви казна выплачивала ежегодное пособие в 1200 рублей. В 1889 году эта дотация была прекращена, но постоянный причт из священника и псаломщика по-прежнему получал жалованье из Святейшего Синода и продолжал служить, пока в 1894 году не возобновилась финансовая помощь. Причт храма в эти годы служил, в основном, в приморском Биаррице, православный храм в котором продолжал числиться приписным к Александро-Невскому храму в городе По.
Перед Первой мировой войной постоянным прихожанином остался только российский вице-консул, а число непостоянных колебалось от 4 до 9 человек, причем половина не были русскими. Старостой состоял Николай Константинович Микаэль, местный житель, украсивший в 1905 церковь четырьмя иконами «прекрасной работы». К числу более или менее постоянных прихожан можно было причислить сербских цыган, которые иногда заказывали требы. Как жаловался настоятель о. Николай Попов, «большинство церковных служб, особенно вечерних, совершается при полном отсутствии богомольцев». К этому времени церковные здания и убранство сильно обветшали и требовали срочной реставрации.
Летом 1913 года Святейший Синод приписал опустевшую церковь к церкви в Биаррице с его многолюдным приходом и выделив на ремонт 3000 франков.
В годы Первой мировой войны положение несколько улучшилось — в По присылали лечиться раненых солдат и офицеров из Русского экспедиционного корпуса во Франции, которые размещались в церковном доме и молились в храме.
Когда в 1927 году митрополит Евлогий (Георгиевский) и возглавляемый им округ отделился от Русской Православной Церкви Заграницей, приход сохранил ей верность.
В 1949 прибывшие из монастыря преподобного Иова Почаевского в Мюнхене пятеро монахов основали при церкви монашескую общину, которая действовала несколько лет.
Как отмечал в 1954 году святитель Иоанн (Максимович), приход в городе По пребывал в заглохшем состоянии. Пять-шесть оставшихся прихожан не желали иметь постоянного священника. Приход обслуживал протоиерей Константин Соловьёв, однако по болезни он переехал на жительство в Леснинский монастырь. В церковном доме жил иеродиакон Феодосий, добывающий средства побочным заработком. На приход приезжал служить священник Александр Ребиндер из Западноевропейского экзархата Константинопольского Патриархата, что, по мнению святителя Иоанна, свидетельствовало о негативном развитии событий для самостоятельности РПЦЗ в этой местности. Отношение к РПЦЗ со экзархата, которым руководил митрополит Владимир (Тихоницкий), не было враждебным, но и не отличалось доброжелательностью
После о. Константина своего священника в По не было, и в храм приезжали батюшки из других городов. По этой причине, только в 1982 году немногочисленные прихожане смогли снова присутствовать на богослужениях Страстной и Светлой седмиц.
К середине 2000-х годов настоятеля у храма по прежнему не было, и приход, время от времени обслуживали священники Западно-Европейской епархии.
15-16 сентября 2007 года в ознаменование 140-летия освящения храма епископ Михаил (Донсков) совершил в храме литургию в сослужении иеромонаха Нестора (Сиротенко) и священника Адриана Эчеваррия при протодиаконе Петре Фигуреке. В богослужении участвовало около восьмидесяти молящихся.
11 и 12 октября 2008 года приход посетил епископ Михаил (Донсков) с иконой Курской Коренной иконой, которая впервые находилась в этом храма. Такое знаменательное событие привлекло множество православных из прилежащих областей Франции и Испании.

## Настоятели
- 1866—1874 — иеромонах Нестор (Засс)
- 1874—1895 — иеромонах Иродион
- 1895—1901 — архимандрит Нестор (Фомин)
- 1901—1907 — протоиерей Сергей Веригин
- 1907—1947 — протопресвитер Николай Попов
- 1950—1955 — протоиерей Константин Соколов